# Michael Santos
Michael Nicolás Santos Rosadilla (født 13. marts 1993 i Montevideo) er en uruguayansk fodboldspiller. Han har tidligere spillet for den danske superliga klub F.C. København, hvortil han kom i august 2019. Herudover har han bl.a. spillet for River Plate, Málaga CF og CD Leganés.
Han spiller som angriber og har fået enkelte kampe for det uruguayanske landshold.

## Klubkarriere
Michael Santos spillede som barn i forskellige småklubber i fødebyen Montevideo, inden han som 15-årig fik ungdomskontrakt i River Plate.

### River Plate
En måned før sin 18-års fødselsdag, 13. februar 2011, fik han debut på klubbens førstehold i Primera División. Godt et år senere, 28. april 2012, scorede han sit første mål på førsteholdet, da han sendte det afgørende mål i nettet til 2-1-sejren over Fénix.
2014-2015-sæsonen blev Michael Santos' bedste i River Plate. Her scorede han 21 mål, og i den følgende sæson scorede han blandt andet klubbens første mål nogensinde i Copa Libertadores. Det skete med et straffespark i 2-0-sejren over Universidad de Chile.

### Málaga
5. juli 2016 underskrev Santos en fireårig kontrakt med den spanske La Liga-klub Málaga CF. Her debuterede han 23. oktober 2016 som indskifter i 4-0-sejren over Leganés. 4. november samme år scorede han det afgørende mål i 3-2-sejren over Sporting Gijón.

### Udlejet til Sporting Gijón
I sæsonen 2017-2018 var Santos udlejet til Sporting Gijón, der i mellemtiden var rykket ned i Segunda División. Med 17 mål blev han klubbens topscorer i sæsonen og nummer fem samlet i rækken.

### Udlejet til Leganés
Den følgende sæson, 2018-2019, blev han igen udlejet, denne gang til La Liga-klubben Leganés, hvor han med 16 kampe og blot ét mål fik noget mindre succes.

### F.C. København
21. august 2019 skrev Santos kontrakt med F.C. København, der med længerevarende skader til klubbens to førsteangribere, Dame N'Doye og Jonas Wind, stod med et akut problem.
Den 14. september 2020 meddelte FCK, at der var indgået lejeaftale med den spanske klub CD Leganés om et lejeophold på et år til Santos. Han nåede 36 kampe for FCK, hvor han scorede 9 mål.
Efter ni kampe for Leganes blev lejekontrakten ophævet af personlige årsager og FCK ophævede den 31. januar 2021 kontrakten med Michael Santos, der herefter var fritstillet.

## Landshold
Michael Santos blev udtaget til Uruguays U/23-trup til de Panamerikanske Lege i 2015. Her spillede han fem kampe og scorede et mål i semifinalen mod Brasilien U/23; Uruguay blev mestre.
Han blev udtaget til A-landsholdet 29. august samme år og fik debut mod Costa Rica 5. september. Det er efterfølgende blevet til en enkelt A-landsholdskampe for Michael Santos.